# Truls Mørk
Truls Olaf Otterbech Mørk (ur. 25 kwietnia 1961 w Bergen) – norweski wiolonczelista.

## Życiorys
Urodził się w Bergen w rodzinie muzyków. Naukę gry na wiolonczeli rozpoczął u swojego ojca, a później studiował pod kierunkiem Fransa Helmersona, Heinricha Schiffa i Natalii Szachowskiej. Jest laureatem wielu konkursów; otrzymał 6. nagrodę na Konkursie im. Piotra Czajkowskiego w Moskwie (1982), 1. nagrodę na Konkursie Wiolonczelowym im. Gaspara Cassado we Florencji (1983), 2. nagrodę na Międzynarodowym Konkursie Fundacji Waltera Naumberga w Nowym Jorku (1986) i in. Współpracował z uznanymi dyrygentami jak: Mariss Jansons, Esa-Pekka Salonen, Simon Rattle, Christoph Eschenbach, czy Gustavo Dudamel. Grał z wieloma orkiestrami, m.in. Berliner Philharmoniker, Filharmonią Nowojorską, London Philharmonic Orchestra, Czeską Filharmonią, Gewandhausorchester Leipzig, Koninklijk Concertgebouworkest i Bostońską Orkiestrą Symfoniczną. Występuje też z solowymi recitalami na całym świecie, w najbardziej prestiżowych salach koncertowych i na najważniejszych festiwalach muzycznych. Ma bogatą dyskografię, nagrywał głównie dla wytwórni Simax Classics, BIS Records, Ondine, Deutsche Grammophon, Virgin Classics i EMI. Za nagrania płytowe otrzymał wiele nagród, m.in. Diapason d'Or, Le Choc, Spellemannprisen, Gramophone, Grammy i ECHO Klassik. 
Jest też propagatorem muzyki współczesnej, mając na swoim koncie ponad 30 prawykonań, m.in. utworu Krzysztofa Pendereckiego Concerto grosso na 3 wiolonczele i orkiestrę (czerwiec 2001, Tokio). 
Od 1991 do 2003 był dyrektorem artystycznym festiwalu International Chamber Music Festival w Stavanger.
W 2009 artysta ogłosił, że będzie musiał zawiesić karierę muzyczną, ze względu na zapalenie mózgu i paraliż mięśni lewego ramienia, spowodowany ukąszeniem kleszcza. Po 18 miesiącach rehabilitacji, wiolonczelista wrócił do koncertowania.
Gra na weneckiej wiolonczeli Domenico Montagnany z 1723 roku.
Truls Mørk jest profesorem w Wyższej Szkole Muzycznej w Oslo (Norges musikkhøgskole).

## Odznaczenia
W 1998 został Kawalerem I Klasy Orderu Świętego Olafa.